# Hollamballi, Kolar
Hollamballi là một làng thuộc tehsil Kolar, huyện Kolar, bang Karnataka, Ấn Độ.